# Oliver Sin
Oliver Sin (ur. 18 maja 1985 w Budapeszcie) – węgierski malarz, artysta.

## Nagrody
2012 nagroda Kodály

2013 nagroda specjalna Art-Feszt

2013 nagroda Borz / ARC 13.

2013 MODESSQE 1., wyróżnienie

## Ilustracje
2013 kwiecień, październik Guitar Connoisseur (New York, USA) / cover

2013 Wrzesień Endre Dicsőfi: Nyitnikék (Węgry) / cover, ilustracja

2013 październik Korunk (Cluj-Napoca, Rumunia) / cover, ilustracja

## Wystawy
2009

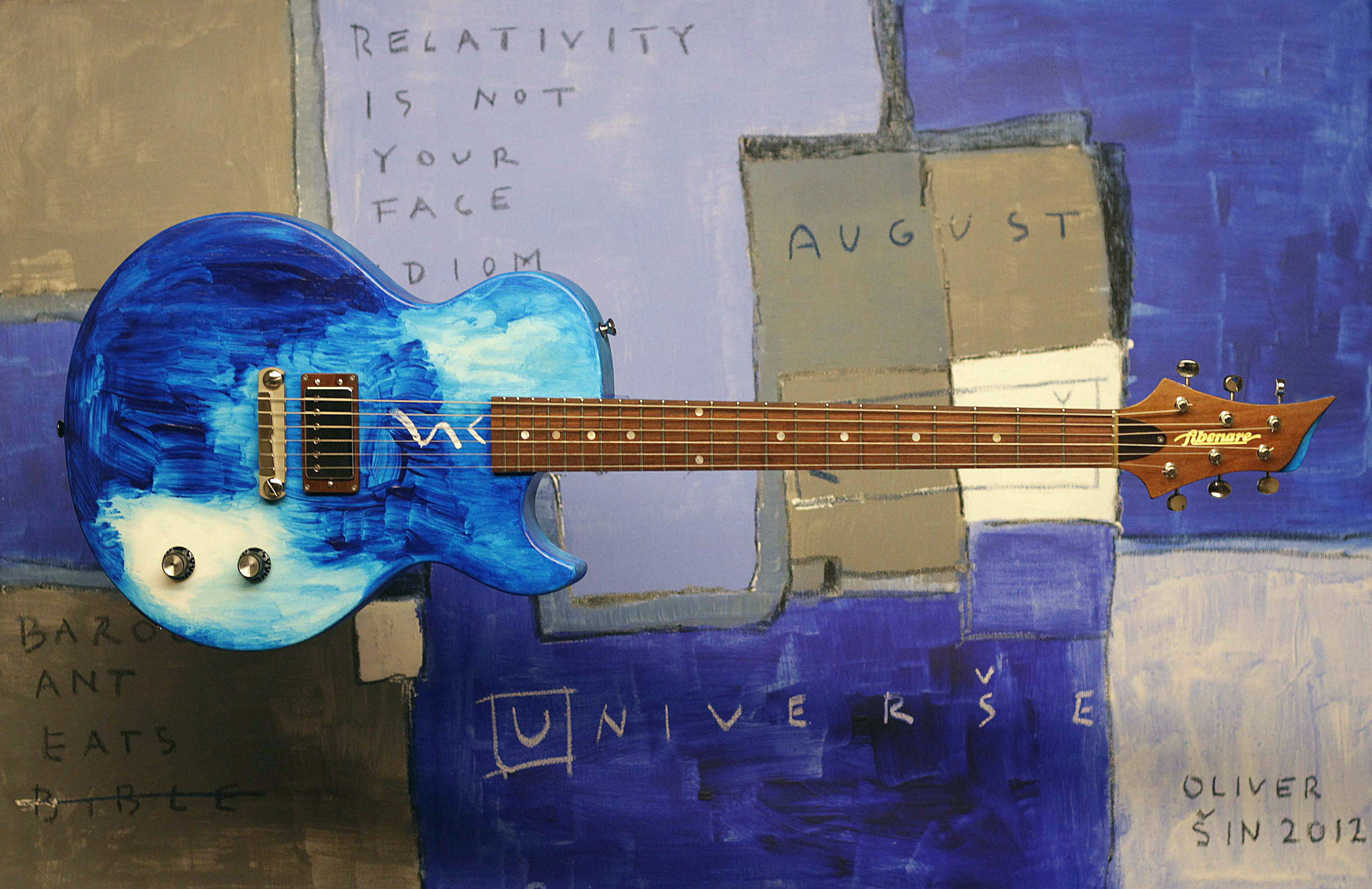

- Budapešta (Węgry), Bakelit Multi Art Center

2010
- Budapešta (Węgry), Pszinapszis XIV.

2012
- Érd, Városi Galléria (HU), Ez van!
- Budapešta (Węgry), Syma Centre, Dekorszövetség Verseny II.
- Budapešta (Węgry), FN5, Millenáris
- Vác (Węgry), K.É.K. II (Kortárs Értékek Kiállítása II.), Váci Értéktár[5]
- Budapešta (Węgry), Bakelit Multi Art Center
- Budapešta (Węgry), Abszurd Flikk-Flakk, Alle Center
- Budapešta (Węgry), Bakelit Pályázat 2. Kiállítás, Fogasház Kulturális Befogadótér
- Budapešta (Węgry), Honoratus Kodály Zoltán, MOM Kulturális Központ

2013
- Los Angeles (USA), NAMM Show / Fibenare
- Szentendre (Węgry), Budapest Art Expo Friss VI.- Fiatal Képzőművészek Nemzetközi Biennáléja
- Erzsébetliget (Węgry), Art Feszt VI.
- Újpalota (Węgry), In-Spirál Ház, Zsókavár Galéria
- Vác (Węgry), Fény – Napfesztivál, Art Lavina Galéria
- Budapešta (Węgry), ARC 13.
- Varšava (Polska), Perfectionists / MODESSQE 1st, Skwer

2014
- Anaheim (USA), California, NAMM Show with Fibenare Guitars Co.
- Kraków (Polska), Pracownia pod Baranami (MODESSQE)[6]
- Budapest (Węgry), My Brain Is Open, Serpenyős
- Cambridge (USA), Central Elements Cambridge Science Festival (MIT)[7]

## Kolekcje

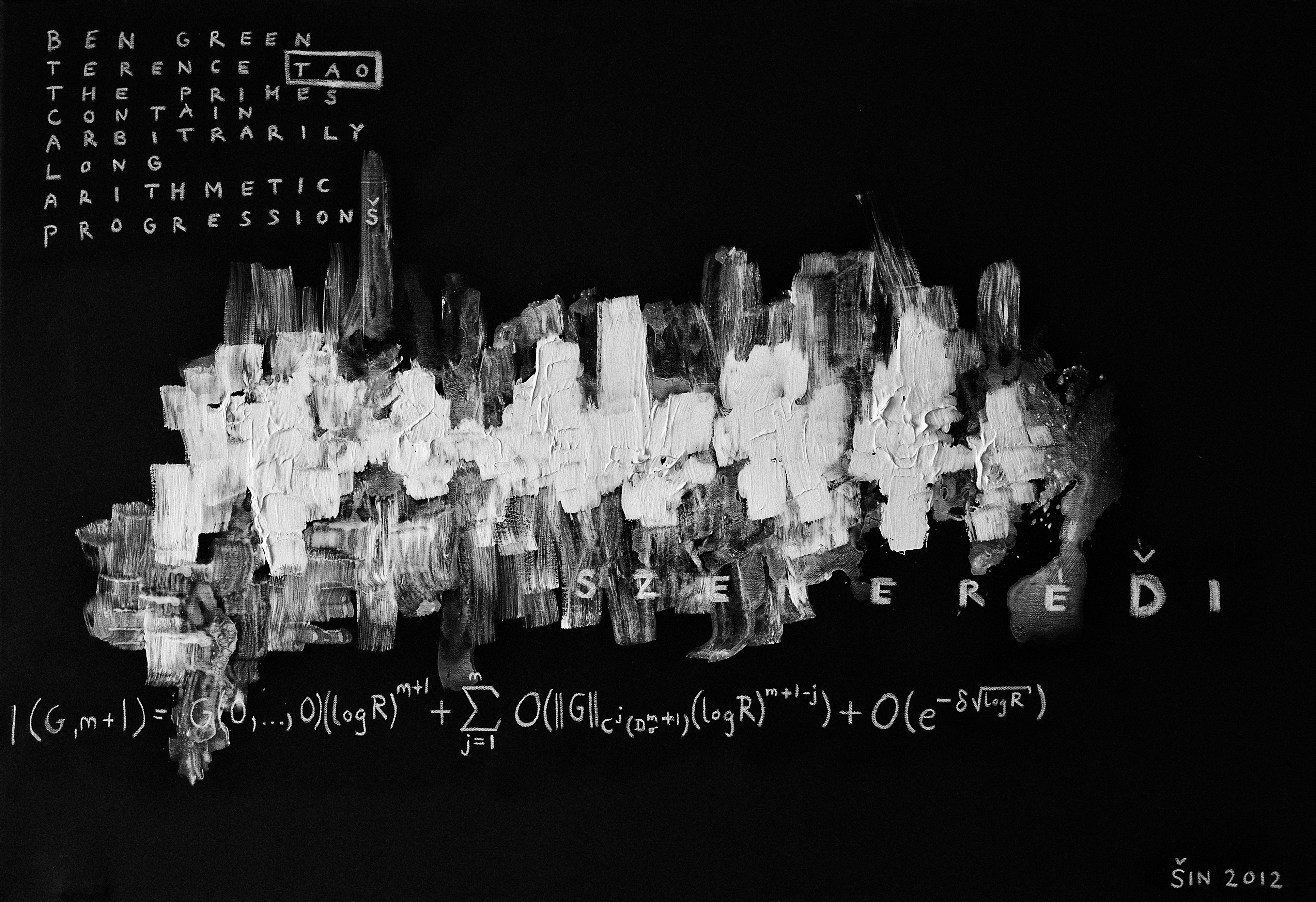
Oliver Sin, Green-Tao Theorem with Endre Szemeredi, 110X160cm, akril i pastel, platno, 2012

MODESSQE (Polska)